# Langues régionales et minoritaires dans les pays arabes
 (novembre 2023).
Si vous disposez d'ouvrages ou d'articles de référence ou si vous connaissez des sites web de qualité traitant du thème abordé ici, merci de compléter l'article en donnant les références utiles à sa vérifiabilité et en les liant à la section « Notes et références ».
L'espace arabe compris entre le Khouzestan iranien et le front méditerranéen est-saharien est fortement différencié linguistiquement. Outre l'arabe, certaines ex-langues coloniales jouissent toujours d'un caractère de coofficialité. Par ailleurs, l'existence, du Maghreb au Machrek ainsi qu'en Arabie péninsulaire, d'un continuum linguistique de plusieurs milliers de kilomètres a favorisé l'émergence d'une palette dialectale aussi riche que différenciée pouvant mener à des situations de diglossie plus ou moins fortes. Des langues à forte prégnance locale, appartenant notamment aux familles chamito-sémitique (berbère, araméen, mehri et les autres langues sudarabiques modernes...), mandé (bambara, soninké...), nilo-sahariennes (dinka, nubien...), indo-européenne (arménien, kurde...) et ouralo-altaïque (turkmène...) s'y trouvent également.